# Geigeria linosyroides
Geigeria linosyroides là một loài thực vật có hoa trong họ Cúc. Loài này được Welw. ex Hiern mô tả khoa học đầu tiên năm 1898.